# Kuli Faletau
Kuli Faletau (* 30. Dezember 1963 in Nukuʻalofa) ist ein ehemaliger tongaischer Rugby-Union-Spieler. Er spielte auf der Position des Zweite-Reihe-Stürmers und ist der Vater des walisischen Nationalspielers Taulupe Faletau.

## Biografie
Kuli Faletau spielte in seinem Heimatland, wo er als Beamter arbeitete, als Amateur für den Verein Toa-ko-maʻafu. Sein erstes Test Match für die tongaische Nationalmannschaft bestritt er am 28. Mai 1988 in Apia gegen Samoa, anlässlich des Pacific Tri-Nations 1988. 1997 tourten die Tongaer durch Europa und spielten unter anderem gegen Wales. Dabei wurde der Trainer von Ebbw Vale RFC (ein Verein in der Welsh Premier Division) auf Faletau aufmerksam und verpflichtete ihn. Er kam zusammen mit Josh Taumalolo und wohnte mit ihm zusammen in einem Haus neben dem Stadion. Außerdem bekam er eine Arbeitsstelle als Wachmann und diente seinen tongaischen Landsleuten als Laienprediger. Nach einem Jahr holte er seine Ehefrau und seine drei Kinder, darunter den damals achtjährigen Taulupe, nach Wales.
Faletau gehörte zum Aufgebot Tongas für die Weltmeisterschaft 1999, kam aber als Auswechselspieler zu keinem Einsatz. Sein letztes Spiel für Tonga bestritt er am 3. Juli 1999 gegen Kanada. Nach drei Saisons beim Ebbw Vale RFC wechselte er 2000 für ein Jahr zum Tonmawr RFC. Anschließend schloss er sich 2001 dem Pontypool RFC an. 2003 gewann er mit diesem Verein die walisische Meisterschaft der zweiten Division. Nach diesem Erfolg kehrte er zu Ebbw Vale zurück, wo er 2008 seine Spielerkarriere im Alter von 45 Jahren beendete. Anschließend blieb er in Wales, wo er weiterhin als Wachmann tätig ist.